# تری‌هالید

ساختار مولکولی کلروفرم، یکی از ساده‌ترین تری‌هالیدها.

تری‌هالید در شیمی، ارگانوهالیدی است که از سه اتم هالید تشکیل شده و به یک اتم یا یک ترکیب شیمیایی متصل شده‌است. نمونه‌ای از تری‌هالید کلروفرم است.
تری‌هالومتان ساده‌ترین تری‌هالید است، چرا که تنها یک هیدروژن به کربن متصل شده‌است. ۱٬۱٬۱-تری کلرو اتان یکی از تری‌هالیدهای اتان است.